# Asynchronous Transfer Mode (telekommunikation)
ATM hänvisar hit. För andra betydelser, se ATM.
Asynchronous Transfer Mode (ATM) är en telekommunikationsstandard från ITU-T, främst använd för Wide Area Networks. Tekniken är anpassad för att vidarebefordra datatrafik, röst och video. Datapaketen kallas för celler, och har en konstant storlek om 53 bytes varav 5 bytes är pakethuvud. Kommunikationen är förbindelseorienterad och skapar en virtuell kretskoppling.
Visionen bakom ATM var att möjliggöra BISDN (bredbands-ISDN), dvs bredbandig datakommunikation, videodistribution, telefoni, och annan multimedial kommunikation, i samma nät. ATM-växlar skulle ersätta telefonväxlar såväl som IP-routrar, Ethernetväxlar, SDH-multiplexorer, Frame relay-växlar och andra nätnoder. ATM-nät kan emulera IP-nät, telefonnät, ISDN-nät, Frame relay, SDH, etcetera. ATM har inget eget adressystem, utan utnyttjar till exempel telefon/ISDN-nummer, IP-adresser, MAC-adresser, etcetera, beroende vilken kommunikationstjänst som för tillfället förmedlas. 
Paketförmedlingen möjliggör varierande datahastighet, vilket inte är möjligt i kretskopplade nät såsom telefonnätet, ISDN och SDH. Den konstanta paketlängden gjorde att ATM-växlar var snabbare än IP-routrar och -växlar i slutet av 1990-talet. Den korta paketlängden gör att ATM ger kortare tidsfördröjning än IP-routrar, vilket är viktigt vid telefoni över smalbandiga förbindelser. Paketlängden valdes som en kompromiss mellan tele- och datakommunikationsbranschen. 
ATM bygger på virtuell kretskoppling, det vill säga paketförmedling baserat på att vägval (routing) sker under en uppkopplingfas. Detta möjliggör snabb växling utan att behöva söka i en routingtabell för varje paket på det sätt som krävs i datagrambaserad paketförmedling, till exempel i IP-routrar. ATM underlättar möjligheten att garantera och reglera tjänstekvalitet (Quality of Service, QoS).  
Dessa egenskaper har gjort att många företag och teleoperatörer byggde upp sina ryggradsdatanät (backbone-nät) med hjälp av ATM-teknik i slutet av 1990-talet. ATM har använts för att distribuera digital-TV till sändningstorn.
Sedan tidigt 2000-tal håller ATM på att ersattas av billigare IP-växlar. Moderna IP-nätverk kan ha funktioner som liknar virtuell kretskoppling, till exempel snabb så kallad nivå 3-växling och garanterad tjänstekvalitet (QoS). IP/MPLS förväntas att om några år uppfylla visionen bakom ATM, nämligen att ersätta telefonväxlar, SDH-multiplexorer, etcetera, då allt mer av trafiken i de stora näten transporteras med IP.